# Gustaf Adolfs torg, Göteborg
Gustaf Adolfs torg ligger i stadsdelen Nordstaden i centrala Göteborg vid Stora Hamnkanalen. Det kallades Stora torget eller Stortorget fram till 1854 då Bengt Erland Fogelbergs staty av stadens grundare, kung Gustav II Adolf, placerades på torget. Fram till 1848 hade torget användes som salutorg men inför planerna på att placera Gustav Adolfs-statyn där flyttades den funktionen till Kungstorget.
År 1900 uppmättes torget till 4 640 kvadratmeter och år 2012 till cirka 6 300 kvadratmeter.
Idag omges torget av Börsen, Stadshuset, Wenngrenska huset och Rådhuset. Det senare inrymmer såväl kommunledning som stadsledningskontor. Rådhuset är ursprungligen ritat av Nicodemus Tessin d.ä. och stod klart 1672. Dess tillbyggnad som stod klar 1936 är ritad av Gunnar Asplund och anses internationellt vara ett av de finare exemplen på tidig funktionalism.

## Namn
Fram till 1854 kallades platsen för Stora torget eller Stortorget. Efter uppförande av Gustav II Adolfsstatyn kom torget att istället kallas för Gustaf Adolfs torg. Något formellt beslut om namnbytet vid den tidpunkten har ej kunnat hittas, men det är klarlagt att Gustaf Adolfs torg är den äldsta namnformen varför stadsfullmäktige 1959 fastslog namnet. Andra namnformer och stavningar som förekommit är exempelvis Gustav Adolfstorg, Gustaf Adolfstorg och Gustaf Adolfs Torg.

## Historik och utseende

### Byggnader vid torget

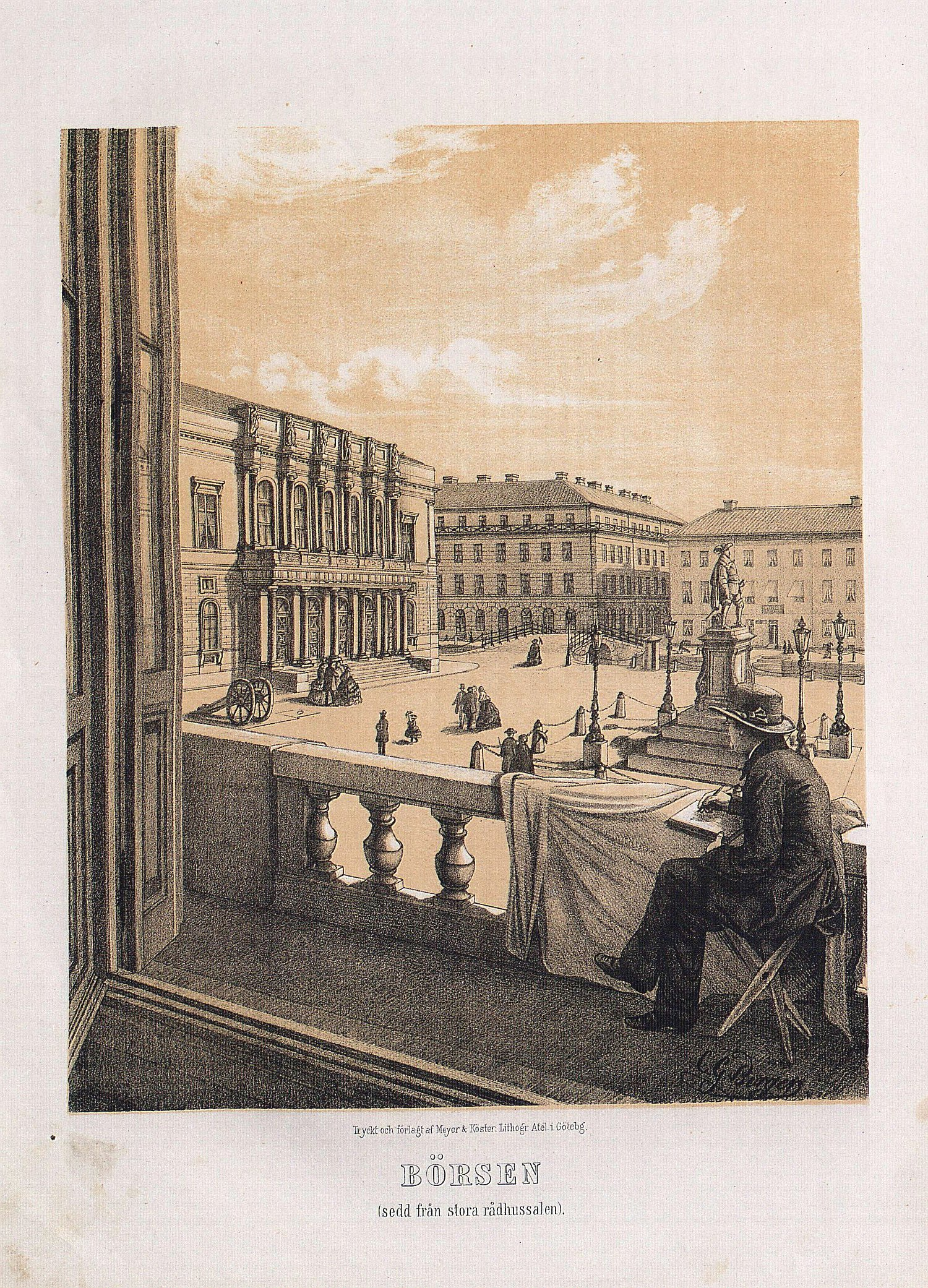
Gustav Adolfs Torg. Litografi i planschverk 1859.

Torget har länge varit Göteborgs administrativa centrum med Rådhuset (1672), Börsen (1849) och Stadshuset (1749). Denna status är idag inte lika självklar, bland annat då tingsrätten flyttat sin verksamhet från rådhuset. Det allra första rådhuset, det gamla rådhuset i Nya Lödöse, en enkel träbyggnad, flyttades till dåvarande Stora Torgets sydöstra hörn och renoverades 1624-1625 för 554 riksdaler. Huset flyttades redan 1625 till en plats utanför stadsporten (senare Kungsporten) som accishus. Det efterträddes av ett nytt tornprytt rådhus i trä, byggt mellan 1624 och 1626 och beläget vid torgets sydöstra del. Vid en mycket omfattande brand den 10 maj 1669 förstördes det helt, och planerandet för ett nytt rådhus startade direkt.

### Kanaler, broar och gator runt om torget
Fyra gator löper längs dess sidor – Köpmansgatan på norra sidan längs med Börsen, Torggatan på västra sidan längs med Rådhuset, Norra Hamngatan på södra sidan av torget längs med Stora Hamnkanalen och Östra Hamngatan på östra sidan längs med Nordstan. Torget samt områdena däromkring översvämmades helt under 1600-talet vid hårda stormar och då älvvattnet steg. Först omkring år 1700, efter att gatorna höjts med cirka 2,4 meter över den ursprungliga marknivån, var faran för översvämning vid högvatten i stort sett avvärjd.
Mitt i Östra Hamngatan gick förr Östra Hamnkanalen och där den mötte Stora Hamnkanalen fanns flera broar. Sedan kanalen lades igen 1936 är Stora Hamnkanalen överbyggd med Lejonbron (förr även kallad "Röda Bron" från 1638, då den rödmålades samt försågs med fyra järnlejon av bildhuggaren Hans Swant) som knyter ihop torget och Hamngatorna med Brunnsparken. Torget stensattes 1629, och mellan 1624 och 1631 byggdes stenbryggor som tilläggsplatser för båtar, allt till en kostnad av 786 riksdaler.

### Beläggning och utsmyckning
I mitten av 1600-talet fanns lindar planterade på torget.
Den 8 november 1817 ritade stadsarkitekt Jonas Hagberg ett vattenhämtningsställe för torget, den så kallade "Gustaf Adolfsfontänen". Fontänen uppfördes åren 1817-1818. Dricksvattnet var självrinnande och leddes dit från Kallebäcks källa i urholkade ekstockar. Detta vattenhämtningsställe ersattes senare av vattenkastare av järn. Vattenhämtningsstället revs 1865 då den hotade att störta ner i Östra Hamnkanalen.
I samband med stensättning av Norra Hamngatan, beslöts 1850 att även stensätta torget med tuktad sten i gatans förlängning. År 1852 stensattes hela torget med tuktad sten. Det var från de gamla fästningsverken som man hämtade råstenen, vilken höggs större och spetsigare än den i övrigt använda tuktade stenen, vilken köptes dels från stenbrott i stadens närhet, såsom Redbergslid, dels från Partille och Lerum.
De första parkeringsautomaterna i Göteborg sattes upp 1955 utanför Börshuset på Gustaf Adolfs torg. Taxan var 25 öre för en halvtimma.

#### Gustav II Adolfs staty
Gustav II Adolfs staty är en bronsstaty av Bengt Erland Fogelberg, avtäckt på torget den 18 november 1854. Statyn som är Göteborgs äldsta offentliga konstverk föreställer Gustav II Adolf pekande med höger hand ned mot torget samtidigt som han tittar i fjärran å andra hållet, och avbildar det tänkta tillfälle när kungen ska ha uttalat "Här ska staden ligga!", och på ett symboliskt plan representerar statyn därmed tillblivelsen av staden Göteborg. Statyn som är gjuten i brons är placerad på en hög sockel i marmor, som står ovanpå ett postament i granit i form av trappsteg. På sockeln finns inskriptionen: 
| ” | Åt Konung Gustaf Adolf den Store Götheborgs grundläggare af Stadens invånare År 1849 | „ |

.

#### Flaggstänger
Till Jubileumsutställningen i Göteborg 1923 placerades tre paradflaggstänger vid torgets östra del. Dessa var först provisoriska och ersattes 1932 av 23 meter höga "venetianska" master i stål. Installationen krävde att man pålade tio meter ner samt göt en betonggrund för att kunna fästa järnbalkarna som höll flaggstängerna. Postamenten i brons - tre meter höga - utfördes efter en idé av dåvarande chefen för Göteborgs konstmuseum, professor Axel Romdahl, ritades av arkitekt R O Swensson med relief formgivna av konstnären Bror Chronander. De ursprungliga flaggorna tillverkades av Flaggfabriken National i Göteborg, och hade måtten 14,4 x 10 meter.. Postamenten göts i brons på Herman Bergman Konstgjuteri i Stockholm något som man kan läsa nederst på det sydligaste postamentet mot torget, där det står ingraverat: Herman Bergman Fud Stockholm 1932.
Flaggstängerna har reliefer som anspelar på Göteborg och dess historia, handel, sjöfart och kultur.
Den nordligaste flaggstången visar på relieferna mot torget uppifrån och ner; Polstjärnan, Karlavagnen, ett Ostindiskt skepp, samt Fiske med nät. På sidan mot Östra Hamngatan ser man överst ett sjöflygplan, lastkranar, ett lastfartyg med en bogserbåt samt underst ett fiskenät i ett fiskstim.
Den mellersta flaggstången visar mot torget den grekiska gudinnan Athena (som var vishetens, hantverkets och krigets gudinna) med en sköld som visar Göteborgs stadsvapen samt nederst bl.a. en lyra och en teatermask såsom symboler för konst . På relieferna mot Östra Hamngatan syns den grekiske guden Mercurius (handelns och köpenskapens gud) samt under honom syns ett ymnighetshorn som är en symbol för överflöd och rikedom.
Den sydligaste flaggstången visar mot torget en sol samt under denna ett solur (som saknar sin stång och alltså numera trasigt), samt sentensen MIG LEDER SOLEN, EDER SKUGGAN. Under denna ser man byggnadsverk i Göteborg såsom Skansen Kronan, Gathenhielmska huset, Gustavi domkyrka, Kronhuset, Örgryte gamla kyrka, Chalmerska huset, Skansen Lejonet samt nederst Egnahemshus samt ett Landshövdingehus . Mot Östra Hamngatan ses bland annat stora hamnkranar och SKF:s fabriker i Gamlestaden. 

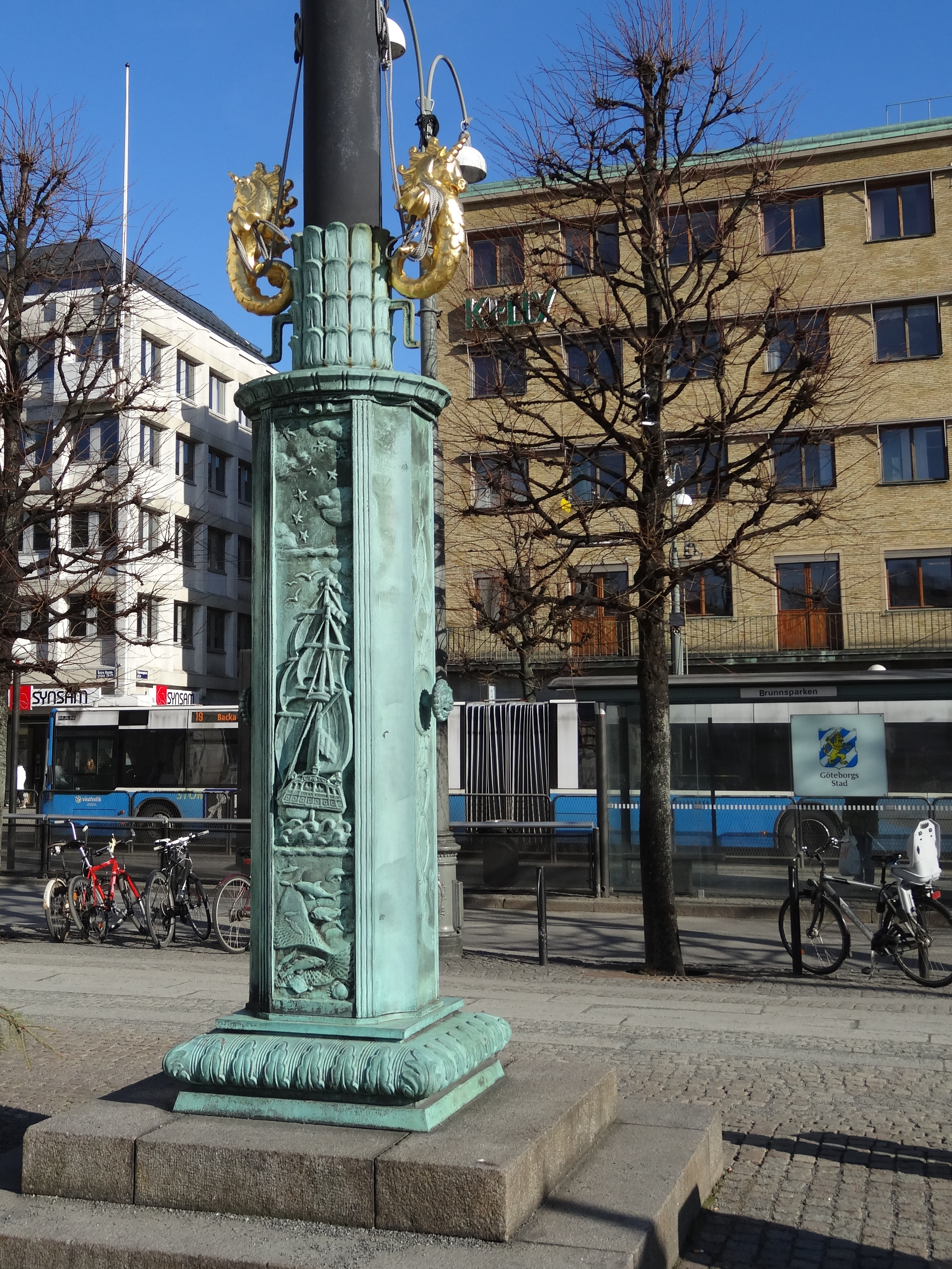
Den nordligaste flaggstången.
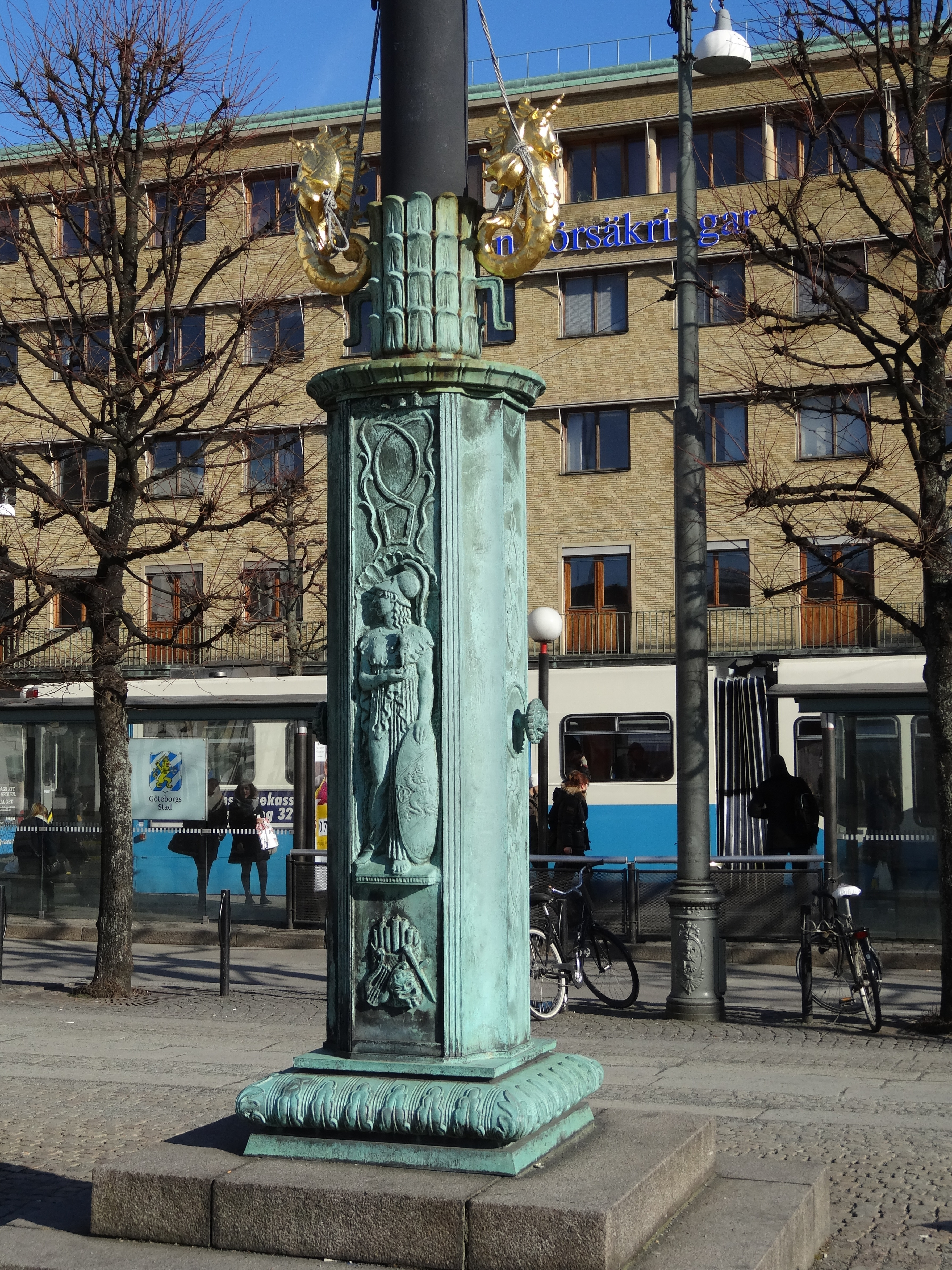
Den mittersta flaggstången.
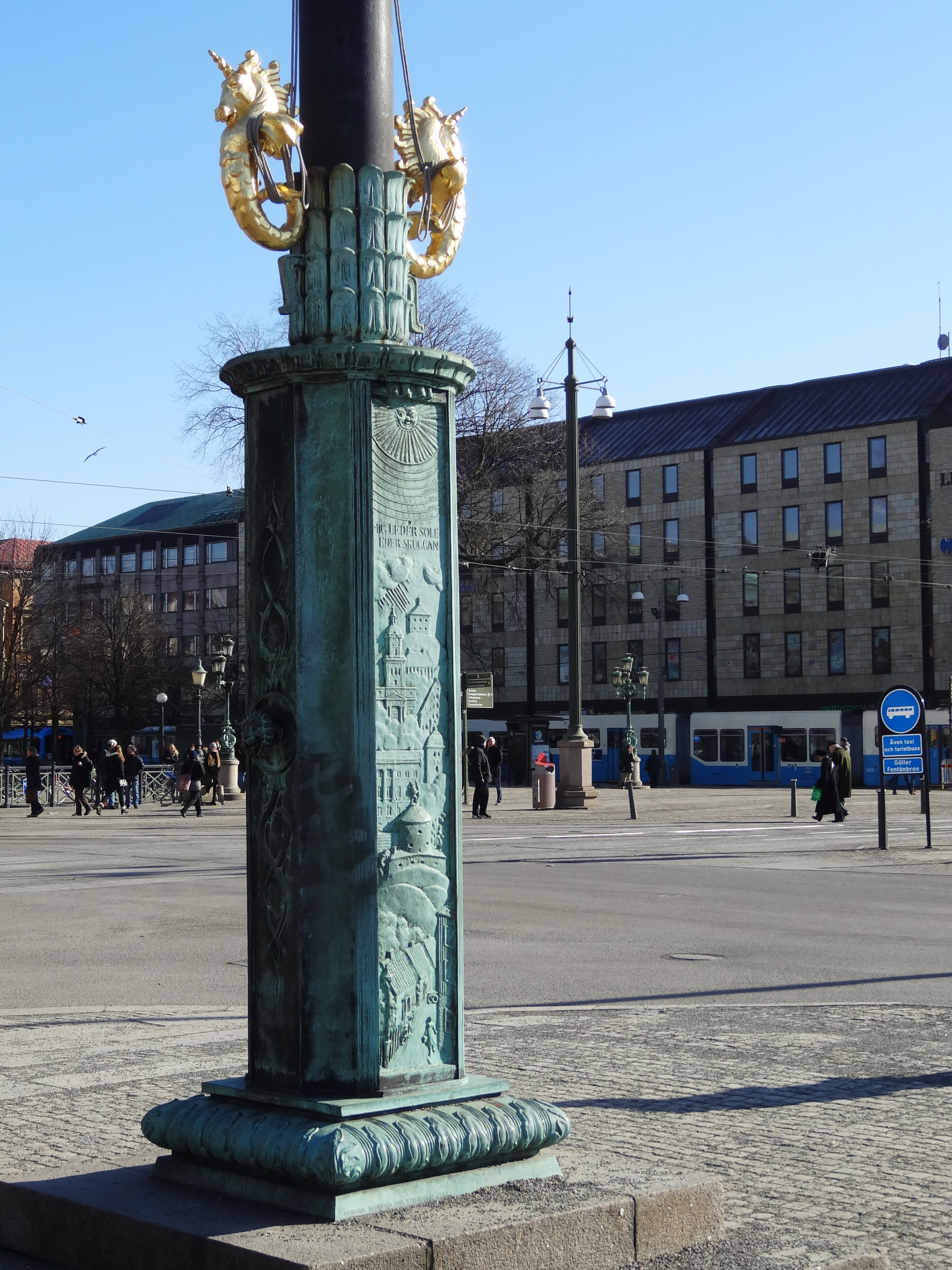
Den sydligaste flaggstången.

### Verksamheter
På tomten där Börsen ligger idag låg tidigare det så kallade Kaulbarska huset som fått sitt namn efter landshövdingen Johan von Kaulbars. Huset hade brunnit och återuppbyggdes 1746. Ägaren var då kommissarien Jöns Holsts änka, som senare gifte om sig med landshövding von Kaulbars. Efter ännu en eldsvåda 1758 lät Kaulbars på nytt bygga upp huset, denna gång i sten. Kaulbars var med och grundade Göteborgs frimurarloge och under åren 1776-1788 inrymde byggnaden frimurarsamhället. I början av 1800-talet hade krogen Engborgs källare etablerat sig i källaren. Den drevs av Johan Engborg samtidigt som Maria Winberg drev Winbergskans krog ovanpå. Tillsammans fungerade dessa båda verksamheter i början som stadens gästgiveri. I takt med att supandet ökade degraderades verksamheten. Huset revs 1844.
Gamla Brandstationen låg vid Gustaf Adolfs torg fram till mitten av 1800-talet.
Torget var en gång övningsplats för garnisonens trupper och borgerskapets militärkorps. Vaktombytena var populära attraktioner, men 1889 drogs stadsvakten in och högvakten 1895.
Offentliga bestraffningar utfördes länge vid torget. I början av 1700-talet kunde den skyldige bli dömd till kåkstrykning (spöstraff) vid kåken (spö- eller skampålen) som var placerad utanför Länshäktet vid Sillgatans (nuvarande Postgatans) möte med torget. Spöpålen togs bort 1850 i samband med att det gamla Länshäktet revs.

#### Marknader
Gustaf Adolfs torgs första julmarknad öppnade 16 december 1920. En julgran har ofta stått placerad på torget, men även julbock har förekommit. Så var fallet exempelvis 1958 med en cirka fem meter hög bock.

## Gustaf Adolf stiftelsen
Efter att Gustaf Adolfs-statyn avtäckts, uppstod tanken på en Gustaf Adolf stiftelse, motsvarande den som tjugotvå år tidigare grundats i Tyskland. I december 1854 utfärdades ett upprop till "välsinnade församlingsmedlemmar" i Göteborg. De uppmanades att medverka till bildandet av "en evangelisk förening, som borde ansluta sig till den sedan den 3 september reorganiserade Gustaf Adolfs-stiftelsen i Tyskland." Bakom uppropet fanns domprosten Thomander, kyrkoherden i Christinæ tyska församling C. Prehn och grosshandlaren A.G. Levgren. Tillkom gjorde biskop Bruhn, kamrer O. Bahrman och Handelstidningens huvudredaktör, Sven Adolf Hedlund och andra. De sammanträdde den 13 juni 1855 i "Gymnasii Sollennitets Sal". Biskopen uppläste de kommitterades förslag till stadgar, vilka enhälligt godkändes, varefter Gustaf Adolf Stiftelsen i Göteborg förklarades grundad.[förklaring behövs]